# Shin Chae-won
Shin Chae-won (kor. 신채원 ;ur. 27 listopada 2001) – południowokoreańska judoczka. 
Uczestniczka mistrzostw świata w 2023 i 2025, a także zdobyła medal w drużynie. Trzecia w drużynie na Uniwersjadzie w 2021 i 2025 roku.